# Quando Hitler rubò il coniglio rosa (film)
Quando Hitler rubò il coniglio rosa (Als Hitler das rosa Kaninchen stahl) è un film del 2019 diretto da Caroline Link e tratto dall'omonimo romanzo del 1971 di Judith Kerr.

## Trama
Germania, febbraio 1933. Arthur Kemper, che vive con la famiglia a Berlino, viene avvertito che il suo nome è sulla lista nera dei nazisti. Alla vigilia delle elezioni e della vittoria di Hitler, decide quindi di scappare, rifugiandosi in Svizzera. Con lui la moglie Dorothea, il figlio Max e la figlia più piccola Anna, che deve lasciare tutto alle spalle, compreso il suo amato coniglio di peluche rosa. La vita in Svizzera è difficile, così decidono di trasferirsi a Parigi. Ma anche qui Arthur può solo scrivere un articolo a settimana su un piccolo giornale. Alla fine riesce a vendere una sceneggiatura in Gran Bretagna e si trasferisce con la sua famiglia a Londra.

## Riconoscimenti parziali
- 2019 – Bayerischer Filmpreis
  - Miglior film giovanile
- 2020 – Deutscher Filmpreis[1]
  - Miglior film per bambini